# Audagost
Audagost fue un importante centro caravanero de las rutas comerciales que cruzaban el Sahara occidental. Estuvo habitado entre los siglos VIII y XV. Despoblado luego durante dos siglos, volvió a estar habitado.
El asentamiento, situado en el Sahel mauritano, al sur del país moderno, surgió en el siglo VII u VIII. Tuvo al menos siete fases de población: la de los siglos VIII-IX, la del IX-X, la del X (la de apogeo comercial), la del XI, la del XII (de crisis y desertización regional), la de los siglos XII-XV y la última, del XVII.

Las rutas comerciales en el África occidental entre el año 1000 y el 1500, en las que se aprecia la ubicación de Audagost, así como la de las principales zonas auríferas de la región.

En el siglo IX, era un próspero centro comercial en el que residía el caudillo de los cenhegíes de la región. En el siguiente, era el extremo meridional de la ruta comercial que lo unía con Siyilmasa. A finales del siglo X y comienzos del XI, la ciudad estuvo bajo la influencia del vecino Reino de Ghana. En el 1054-1055, la conquistaron los almorávides, acaudillados por Abdalá ben Yasin. Durante sus siglos de pujanza, las influencias culturales sureñas fueron notables y se apreciaban tanto en los gustos como en las técnicas productivas agrícolas y artesanales. El tejido del algodón, la cerámica, la joyería así como la artesanía del cobre y el estaño mostraban esta influencia sudanesa. La artesanía, próspera en los primeros siglos, decayó en el XII.
Abdallah al-Bakri describe la ciudad como amplia, con una mezquita principal y otras menores, rodeada de jardines y palmeras. Según él, en ella se cultivaba trigo en regadío, calabacines, higos, viñas y henna; el ganado vacuno y ovino abundaba. El mercado era floreciente y los habitantes, en su mayoría de Ifriqiya, poseían numerosos esclavos. En los siglos X y XI, la ciudad mantenía un intenso comercio de exportación de sal sahariana a los reinos sureños de Ghana y Kugha, que carecían de ella.
En el siglo XII, la ciudad había decaído: se la describe como pequeña, con escasa agua y dependiente de los camellos. Parece que gran parte fue destruida y su población se redujo notablemente. En el siglo XIV, era independiente, contaba con su propio sultán y seguía dependiendo de los camellos. En el siglo XV fue abandonada, situación en la que permaneció durante los dos siguientes.